# Jeu vidéo de rôle
Ne doit pas être confondu avec d'autres formes de jeu de rôle.
Pour les articles homonymes, voir Jeu de rôle (homonymie).
 (janvier 2013).
Un jeu vidéo de rôle ou simplement jeu de rôle, couramment abrégé en RPG (sigle issu de l'anglais Role Playing Game), est un genre de jeu vidéo s'inspirant des codes et du principe des jeux de rôle sur table. Le joueur y incarne un ou plusieurs personnages qu'il fait évoluer au fil d'une quête.
Généralement, le jeu vidéo de rôle contient un univers vaste, un scénario complexe et une durée de vie importante. Les séries les plus célèbres du genre sont Ultima, Fallout, Baldur's Gate, Final Fantasy, Kingdom Hearts, Dragon Quest, The Elder Scrolls, The Legend  of Zelda, Pokémon, Tales of, Persona, Dark Souls, EarthBound ou encore Xenoblade Chronicles.

## Principes généraux

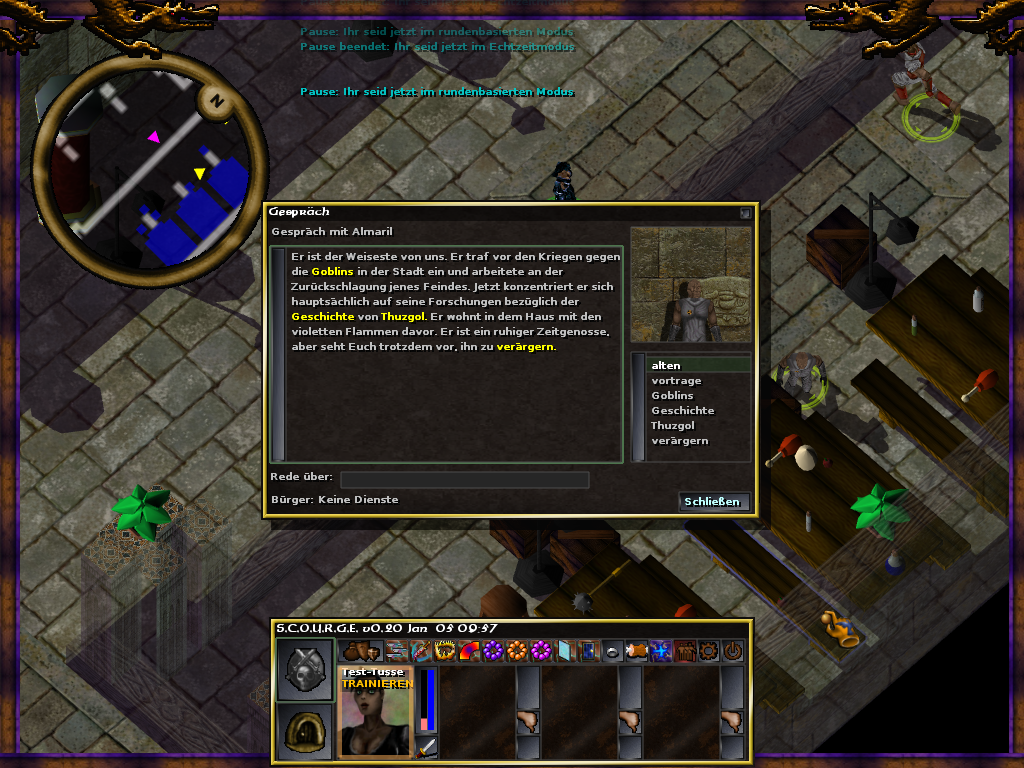
Scène de discussion. La boîte de dialogue s'ouvre au milieu de l'écran et des sujets de discussions sont affichés dans la partie droite du cadre, sous le portrait du personnage.

Un jeu vidéo de rôle, à l'instar de son homologue papier, est un jeu qui recherche la narration et le storytelling. Le joueur incarne un personnage qu'il aura l'occasion de faire évoluer au travers d'expérience de combat, d'interaction avec les personnages non joueurs et l'exploration.
Les caractéristiques principales d'un jeu vidéo RPG sont l'évolution du personnage, le combat, la gestion d'inventaire et les interactions avec l'environnement (objets dans le jeu, PNJ, etc.).

### Évolution du personnage
L'évolution du personnage est une caractéristique majeur du jeu vidéo de rôle. Cette évolution est prise en charge par le système de gain d'expérience, qui prend souvent la forme d'arbre d'expérience ou de banque de points à répartir pour débloquer des compétences. Cette expérience s'obtient, selon les jeux, par le biais des interaction avec le monde, ce qui inclut les combats.
Une autre manière d'évoluer consiste à se procurer des équipements de plus en plus efficaces : armes, armures, potions, sorts, clés, amulettes, etc. La gestion des objets obtenus se fait par le biais de l'inventaire.

### Combats
Les combats sont une autre composante centrale du jeu de rôle. Le succès du personnage lui permet de gagner de l'expérience, obtenir des objets ou tout simplement avancer dans les quêtes. Les jeux vidéo adoptent souvent la mécanique suivante : plus le personnage évolue, plus les combats deviennent difficiles. Ces combats peuvent être en tour-par-tour (comme dans les Final Fantasy) ou en temps réel.

### Exploration
L'exploration est de plus en plus fréquente dans les jeux vidéo, mais pas systématique car elle requiert un système qui donne au joueur une certaine liberté de mouvement. On peut parler de monde ouvert (ou Open world) quand le personnage évolue librement dans le monde ; système qui s'oppose au format plus classique des cartes accessibles après un chargement. Les représentants les plus connus du RPG en monde ouvert seront The Witcher 3 : Wild Hunt, The Elder Scrolls V: Skyrim, The Legend of Zelda: Breath of the Wild ou encore Horizon Zero Dawn.
On parle aussi de monde vivant quand l'univers dans lequel le personnage évolue, évolue aussi de son côté : des conflits peuvent naître entre deux PNJ ou ceux-ci évoluent en fonction des choix et succès des quêtes qui leur sont associées.
L'univers virtuel généralement très construit (souvent médiéval ou futuriste mais presque toujours fantastique) on parle de background et par de nombreux personnages non-joueurs. Le déroulement classique d'un jeu de rôle est divisé en quêtes ou missions, on distingue les quêtes principales et les quêtes secondaires, si les premières font avancer l'histoire du jeu, les secondes servent à amasser des points d'expérience, des objets ou de l'argent tout en explorant un peu plus le background du jeu.

### Influence des choix sur la narration
Une caractéristique fréquente dans les jeux vidéo de rôle est l'influence des choix du joueur sur la suite de la narration : quêtes, dialogues, relations avec les personnages non-joueurs et les factions, réputation, balance de moralité… Les choix du joueur peuvent par exemple déterminer le comportement et le devenir d'autres personnages qui pourront le rejoindre, le quitter, se montrer amicaux ou hostiles, mourir, etc. Ces choix se manifestent par différentes options, plus ou moins déterminantes et manifestes, dans les dialogues ou les actions. Parmi les jeux emblématiques qui utilisent massivement ce système, on trouve des séries comme Mass Effect, Undertale, Dragon Age ou encore Baldur's Gate.

### Inventaire
Dans le but de permettre au joueur de s'identifier le plus possible à son personnage, les jeux vidéo de rôle reposent sur des systèmes de jeu immersifs qui se doivent d'être cohérents ou d'apporter un certain réalisme. La gestion de l'inventaire du personnage, et notamment du poids ou du nombre d'objets qu'il peut transporter, est ainsi caractéristique de ce style de jeu.

## Histoire

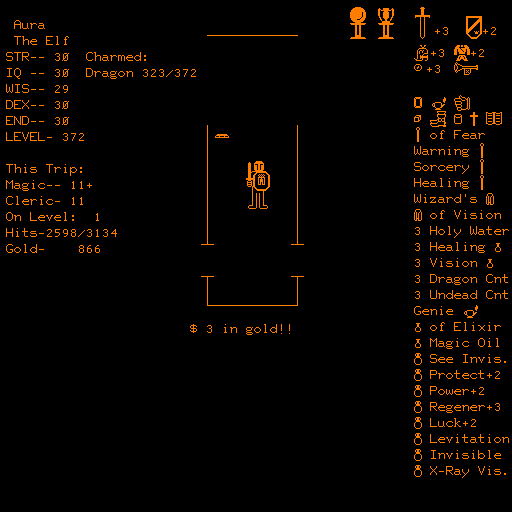
Image tirée de dnd, généralement considéré comme le premier véritable jeu vidéo de rôle. Dans cette scène, l'adversaire est sur le point d'être vaincu.

Le principe de jeu de rôle existe depuis longtemps, sous forme de jeux d'enfants. Cependant, sa forme commerciale est développée dans les années 1970 par les Américains Gary Gygax et Dave Arneson avec le jeu sur table Donjons et Dragons. La première diffusion en France, confidentielle, de la version anglaise du jeu ouvrira la porte à une traduction, brisant ainsi la barrière de la langue et amenant à une popularisation du jeu. Le succès de Donjons et Dragons et des autres jeux de rôle est important : de 1974 à 1982, plus de deux millions et demi d’exemplaires sont vendus. Les premiers véritables jeux de rôle apparaissent dans le milieu des années 1980 notamment grâce au système de sauvegarde. Ainsi, le joueur peut récupérer le ou les personnages de sa partie sans devoir tout recommencer à chaque mise en marche de sa machine.

## Deux écoles, deux styles

### RPG occidental

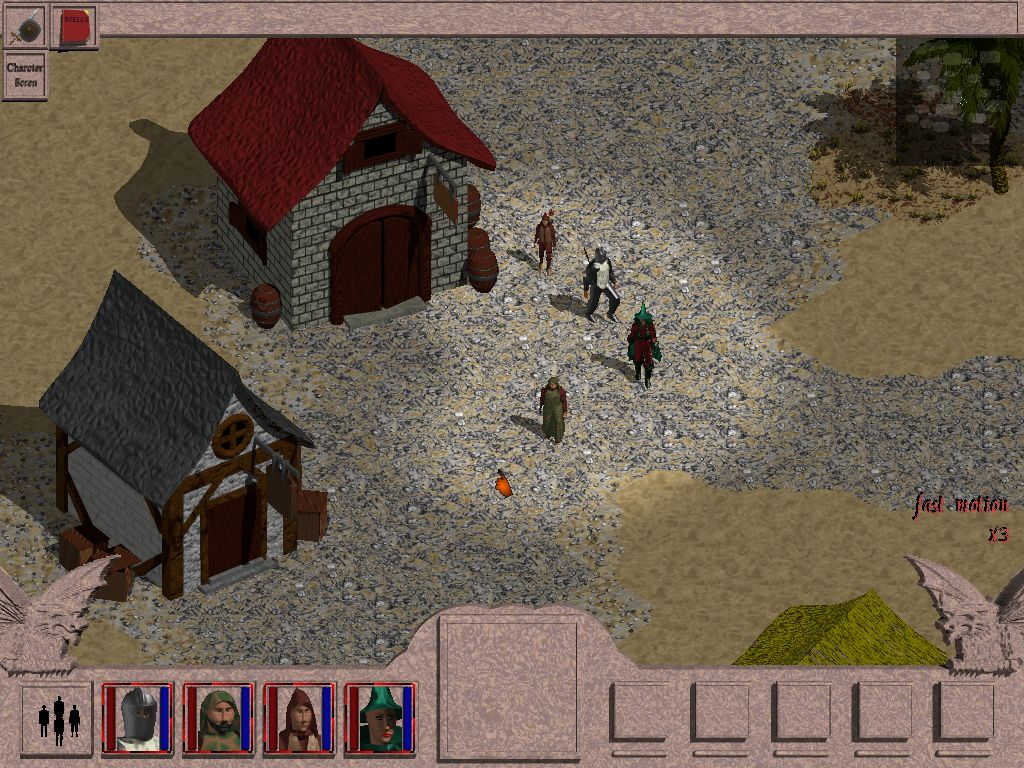
Représentation répandue parmi les jeux vidéo de rôle occidentaux sur micro-ordinateur dans les années 1990. L'équipe évolue dans un monde médiéval-fantastique sombre et inhospitalier. La partie inférieure permet la sélection rapide de personnages ou d'objets.

Le jeu de rôle occidental apparaît sur les premiers systèmes informatiques (Apple II, Commodore 64, Atari...) au début des années 1980 avec le début de séries américaines telles que Ultima (considéré comme l'un des premiers succès du jeu de rôle). La divergence entre le RPG japonais et le RPG occidental a lieu à partir de la 3e génération de console de jeux vidéo bien que les premier RPG nippons Dragon Quest et Final Fantasy soient inspirés des jeux Ultima et Wizardry. Les RPG occidentaux sont principalement édités sur ordinateur alors que les JRPG le sont principalement sur consoles, jusqu'à la 7e génération.
Le jeu de rôle occidental est, dans l'ensemble, moins dirigiste que son pendant oriental et laisse au joueur une part de liberté. Le système de jeu insiste souvent sur la liberté d'action et de choix du joueur, qui se répercutent sur le déroulement ultérieur du jeu : les séries des The Elder Scrolls ou des Fallout illustrent bien cette dimension.
Le gameplay repose autant sur les dialogues et l'exploration que sur les combats, les dialogues permettent de faire des choix (via différentes propositions de réponses) et d'entretenir des relations virtuelles avec les personnages non-joueurs comme dans les jeux de la série Mass Effect. Cette importance donnée aux choix et aux dialogues est quasiment propre au RPG occidental.

### RPG japonais
Les éditeurs de jeux vidéo sur console ont beaucoup influencé le jeu de rôle. Popularisé par la série Dragon Quest, suivie de près par la série Final Fantasy. Il existe aussi la dénomination JRPG pour les titres d'origine japonaise qui se démarquent des titres occidentaux.
Le scénario est généralement une quête en équipe où les déplacements de lieu en lieu se font en temps réel. Mais lorsque survient un combat, le temps est dilaté et la bataille s'engage sur un écran particulier, ce qui laisse les délais nécessaires pour commander les actions de plusieurs personnages en même temps.
Pendant une phase de combat, les personnages ne peuvent généralement plus bouger, le joueur devant indiquer à chaque personnage, pendant leur tour de jeu respectif, quelle action il doit réaliser. Le temps de concentration et l’initiative (respectivement le temps nécessaire pour réaliser une attaque et la rapidité avec laquelle un personnage peut réagir à un évènement) permettent de déterminer le moment de chaque attaque.
Il existe également un autre système de combat dans les RPG japonais à savoir le système de combat en temps réel. Très orienté action, il fonctionne de la même manière lorsque le combat s'engage sauf que dans ce cas précis, le joueur déplace un personnage sur un terrain délimité et les ennemis font de même. Les autres membres de l'équipe sont gérés par la console mais en ayant au préalable donné une stratégie pour chaque personnage (certains jeux permettent de faire contrôler chaque personnage par un joueur si plusieurs joueurs jouent ensemble). Le joueur peut, si le jeu le permet, changer de personnage en appuyant sur la touche appropriée.
Contrairement au tour par tour où les personnages reçoivent des coups sans pouvoir bouger (et où les esquives sont gérées en fonction de la précision du personnage qui attaque et l'esquive du personnage qui va recevoir le coup), le système de combat en temps réel permet aux personnages d'esquiver les coups soit en se protégeant, soit en s'éloignant de l'ennemi. Il est fortement recommandé de faire des combats avec plusieurs personnages pour faire encaisser à l'adversaire un maximum de dégâts. On trouve ce système de combat notamment dans la série des Tales of de Namco Bandai et dans les jeux tri-Ace.
Le RPG japonais est extrêmement codé ; il se démarque de manière générale en optant pour une narration dirigiste, ne laissant que peu de choix concernant le ou les personnages principaux afin de se concentrer sur un scénario complexe et développé. On peut citer entre autres la série des Final Fantasy où le scénario tient une place très importante.

## Sous-genres

### Porte-monstre-trésor
Le porte-monstre-trésor ou hack and slash est une manière de construire un jeu de rôle qui se concentre principalement sur la destruction de monstres et la collecte d'objets.

### MUD
Originellement destiné à un seul joueur, des projets ont ouvert une approche différente du jeu visant à offrir des univers disponibles en permanence à un grand nombre de joueurs simultanés. Dès 1978, les multi-user dungeon (MUD) ressemblant aux jeux d'aventure textuels permettent à plusieurs utilisateurs d'interagir par le biais de commandes entrées au clavier.

### Rogue-like
Rogue, l'un des précurseurs qui popularisa le genre, s'inspire du jeu de rôle sur table Donjons et Dragons, et propose une aventure solitaire. Le jeu se déroule ainsi au tour par tour, c'est-à-dire qu'à chaque tour de jeu toutes les créatures présentes ont la possibilité soit de se déplacer soit de réaliser une action. Initialement affichés sous forme de dessins générés en texte, les descendants de Rogue ont évolué, et affichent des images.

### Action-RPG
L'action-RPG (abrégé A-RPG) mêle des éléments de jeu d'action au sein d'un RPG. Les ennemis sont visibles sur la carte et sont combattus directement sur le terrain sans passer dans une arène. Pour vaincre les adversaires, le joueur doit faire appel à ses réflexes et sa rapidité d'exécution. Les systèmes au tour par tour sont abolis. La progression entre scènes d'exploration, scènes narratives et scènes de combats est dynamique. La plupart des RPG-Occidental fonctionne sur un modèle A-RPG. Le terme action-RPG est en fait adapté à définir le style de gameplay.
On caractérise par A-RPG un jeu de rôle dont les éléments de gameplay sont orientés action (direct) tout en ayant un déroulement faisant plus penser à un jeu d'aventure mais avec point d'expérience.
On peut citer en exemple notamment Dark Souls, Bloodborne ou Sekiro: Shadows Die Twice.

### Tactical-RPG
Un tactical RPG est un genre de jeu vidéo de rôle où le gameplay est basé sur les décisions tactiques que le joueur doit prendre au cours des combats. Il peut d'une certaine manière être considéré comme un mélange entre jeu de rôle traditionnel et jeu de stratégie au tour par tour. Le joueur dirige une ou plusieurs équipes de personnages sur une carte sur laquelle est placée une grille (visible ou invisible) qui en fait une sorte d'échiquier. Les personnages peuvent évoluer (le levelling est souvent possible et conseillé) comme dans un jeu de rôle, et acquérir de nouveaux pouvoirs ou magies. Fallout Tactics, Fire Emblem, Shining Force, Final Fantasy Tactics, Langrisser, Ogre Battle et Disgaea sont les principaux représentants de ce genre de jeu de rôle.

### MMORPG
En 1991 sort Neverwinter Nights, souvent considéré comme le premier jeu de rôle en ligne massivement multijoueur (MMORPG pour massively multiplayer online role-playing game). C'est en fait le premier jeu de ce type à être entièrement graphique (les MUDs étant essentiellement textuels). Il faut attendre 1996 pour que le premier jeu de rôle massivement multijoueurs en trois dimensions soit publié avec Meridian 59.

### J-RPG
Le J-RPG (RPG de style 'Japonais') est un genre de jeu vidéo de rôle où le gameplay est basé sur un choix de commandes proposées au joueur qui déterminent les actions qu'il lui sont possibles d'effectuer. Le J-RPG peut être en temps réel comme Kingdom Hearts, en tour par tour comme Final Fantasy X ou encore en semi temps réel comme certains épisodes de la saga Final Fantasy par le biais de l'ATB (Active time battle). On y dirige en général une équipe de personnages qui peuvent soit être contrôlés par le joueur soit par une IA. Comme pour les autres jeux de rôle, les personnages évoluent et gagnent en puissance au fur et à mesure de la progression du joueur.

## Jeu de rôle par forum
Le jeu par forum, aussi appelé jeu de rôle textuel, est une évolution des jeux par correspondance, joué uniquement par l'intermédiaire d'un navigateur web, où les joueurs narrent leurs histoires. Le JdR par forum est une déclinaison purement rédactionnelle du JdR. L'affichage vidéo à proprement parler n'intervient que très peu, il sert uniquement à une interface, lorsqu'elle existe, permettant l'interaction entre les joueurs ou entre le joueur et le monde (pour les déplacements par exemple). En effet, il s'agit surtout de faire du roleplay. À l'instar des MMORPG, les joueurs peuvent prendre des responsabilités dans un monde virtuel, qui a l'avantage de n'exister qu'à partir du moment où un joueur le fait exister. Ainsi, ce sont les joueurs qui créent le contenu du jeu par leur roleplay plus ou moins bien écrit. L'écriture est donc l'unique ciment du jeu, c'est pourquoi les participants doivent avoir pour qualité le goût des mots, mais aussi de l'imaginaire. Raconter une histoire en commun, tel est le principe. Les interactions entre les différents membres du forum sont souvent à l'origine d'une certaine complicité, un état d'esprit propre au forum : tous les membres partagent le même imaginaire, et le désir de voir évoluer leur personnage. Les royaumes d'Asturyan ou Royaumes renaissants sont deux différents jeux par forum, avec différentes orientations. Il existe aussi des jeux de rôles par forum qui reprennent des univers déjà existants, parfois tirés de livres, de films ou de jeux vidéo, comme ceux d’Harry Potter, du Seigneur des anneaux ou encore de Final Fantasy.

## Création amateur
Il existe bon nombre de logiciels, moteurs de jeu préconçus, ou langages de programmation, permettant à tout le monde de s'essayer à la création de jeux vidéo en amateur. Toutefois, il en est un spécialement conçu pour la création de RPG, qui créa un véritable phénomène sur Internet dès la fin des années 1990, avec RPG Maker 95, un logiciel édité par la société japonaise ASCII. Par la suite, les versions 2000, 2003 et XP virent le jour, et furent de vrais succès. La version la plus récente est actuellement RPG Maker MZ, quelque peu différent de ses prédécesseurs. Le succès de RPG Maker repose sur son incroyable capacité à promouvoir l'échange, ainsi que la personnalisation des créations, le logiciel étant capable d'importer des ressources graphiques et sonores à volonté, et les jeux produits étant suffisamment légers et peu gourmands en ressources pour s'échanger sur le net.
Le phénomène s'est donc très vite propulsé à travers le web dans tous les pays du monde, créant des communautés regroupées sur des sites spécialisés, offrant tutoriels, aides, tests et téléchargements de jeux, et tout autres éléments utiles à la création de RPG amateurs avec RPG Maker ou avec Minecraft, grâce au plugin MCMMO.
En 2017, ces communautés sont encore très actives, bien que le phénomène soit légèrement passé de mode. Le niveau des productions a cependant su s'améliorer avec les années, et il est désormais possible de trouver des jeux d'un niveau au moins aussi appréciable que celui de certains jeux commerciaux.
Récemment, de nouveaux logiciels de création ont fait leur apparition. Ceux-ci ont pour but de créer des RPG multijoueur en ligne (MMOrpg), basés sur les langages de programmation PHP et SQL.

### Ouvrages
- Raphaël Lucas, L'Histoire du RPG : Passés, présents et futurs, Pix'N Love, novembre 2014, 300 p., 213 x 270 (présentation en ligne)

### Articles
- (en) Matt Barton, « The History of Computer Role-Playing Games Part 1: The Early Years (1980–1983) », sur Gamasutra, UBM Tech, 23 février 2007 (consulté le 19 décembre 2015)
- (en) Matt Barton, « The History of Computer Role-Playing Games Part 2: The Golden Age (1985–1993) », sur Gamasutra, UBM Tech, 23 février 2007 (consulté le 12 septembre 2010)
- (en) Matt Barton, « The History of Computer Role-Playing Games Part III: The Platinum and Modern Ages (1994–2004) », sur Gamasutra, UBM Tech, 11 avril 2007 (consulté le 5 septembre 2010)

### Mémoire
- Gwénola Lainé, Identification et projection dans les jeux vidéo de type RPG : l'exemple de Mass Effect, Fable et Skyrim, mémoire de Sciences de l'Homme et de la société, 2017. Lire en ligne

### Liste de jeux
- Liste chronologique de jeux vidéo de rôle